# Žehra
Žehra (in ungherese Zsigra, in tedesco Schigra) è un comune della Slovacchia facente parte del distretto di Spišská Nová Ves, nella regione di Košice.